# 広島県立西条特別支援学校
広島県立西条特別支援学校（ひろしまけんりつ さいじょうとくべつしえんがっこう）は、広島県東広島市西条町田口にある県立特別支援学校。広島県立障害者リハビリテーションセンターに併設されている関係上、肢体不自由者を対象とする。

## 状況
校則上、入学するためには隣接する若草園への入所が必要であり、近隣の特別支援学校入学希望者も黒瀬町の『広島県立黒瀬特別支援学校』への入学が余儀なくされている。
平成21年度から東広島市在住の児童生徒は入学できるようになった。

## 所在地
- 〒739-0036　広島県東広島市西条町田口314

## 学部
- 小学部
- 中学部
- 高等部

## 沿革
- 1963年（昭和38年）4月1日 - 広島県養護学校の設置に併せ、前身の県立若草園が同養護学校の分校になる。
- 1972年（昭和47年）4月1日 - 広島県立西条養護学校として、広島県立広島養護学校若草園分校が独立する。
- 1986年（昭和61年）4月1日 - 高等部を設置。
- 2007年（平成19年）4月1日 - 校名を「広島県立西条養護学校」から「広島県立西条特別支援学校」に変更する